# پیانوها برای صلح
پیانوها برای صلح (انگلیسی: Pianos for Peace) یک سازمان غیرانتفاعی در آتلانتا است که توسط مالک جندلی در سال ۲۰۱۵ تأسیس شد. این سازمان با هدف ایجاد صلح از طریق موزیک و تحصیل تأسیس شد.

جشن پیانوها برای صلح سالانه در آتلانتا طی یک دوره دو هفته‌ای برگزار می‌شود که در آن پیانوهای نقاشی شده در فضاهای عمومی و پارک‌های شهر قرار می‌گیرد. پس از آن پیانوها به مدارس، مراکز اجتماعی، بیمارستان‌ها، خانه‌های پرستاری و سایر سازمان‌های نیازمند اهدا می‌شوند.